# Usnea fulvoreagens
Usnea fulvoreagens är en lavart som först beskrevs av Räsänen, och fick sitt nu gällande namn av Räsänen. Usnea fulvoreagens ingår i släktet Usnea och familjen Parmeliaceae.  Arten är reproducerande i Sverige. Inga underarter finns listade i Catalogue of Life.

## Källor

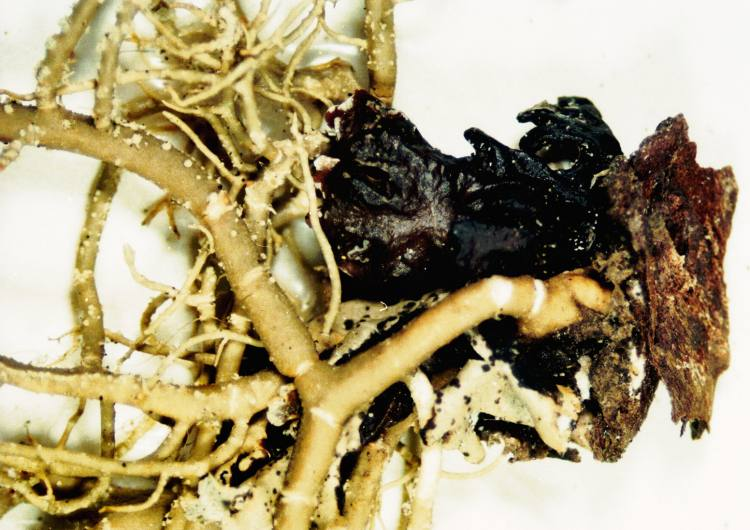
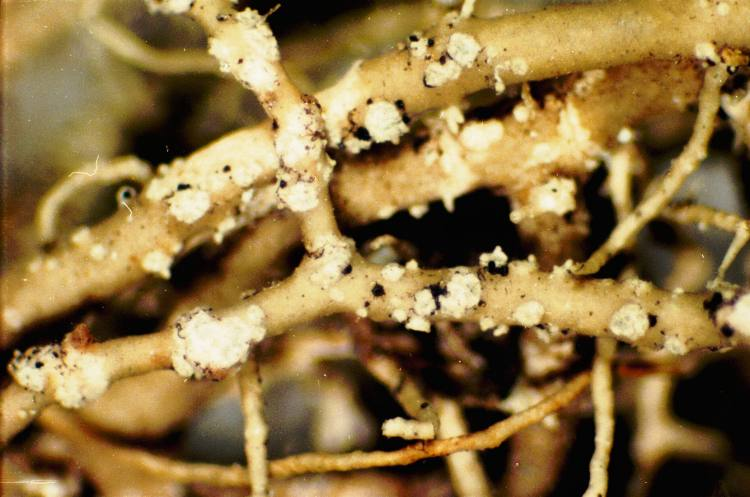
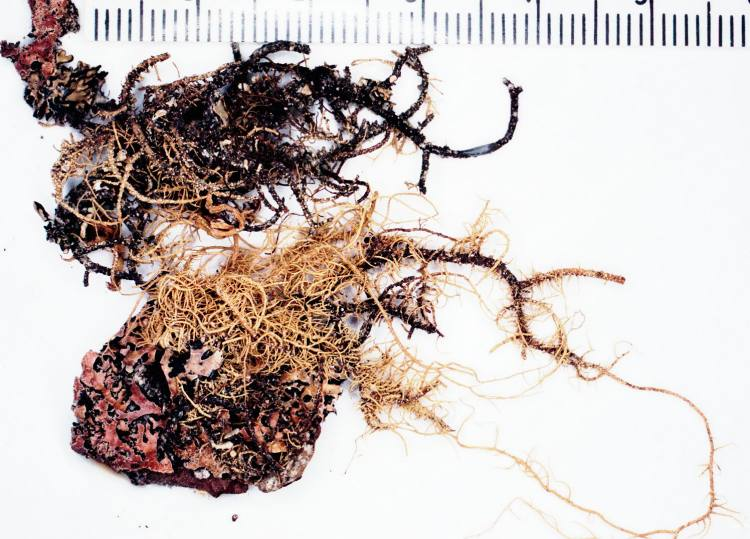
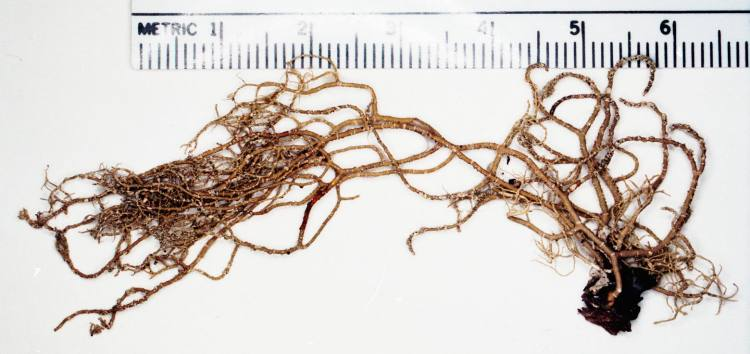